# 東宝舞台
東宝舞台株式会社（とうほうぶたい、英: TOHO STAGE CRAFT Co., Ltd.）は、テレビ番組（テレビドラマ、バラエティ番組、ニュース番組など）・舞台の大道具や舞台衣裳などの舞台制作業務を行う、映像・舞台の美術制作会社である。舞台の分野では、主に帝国劇場、シアタークリエでの美術制作を担い。テレビの分野では、NHK、TBS、フジテレビ、テレビ東京などの美術スタッフとして大道具を手がけている。1951年（昭和26年）7月27日設立。

## 所在地
- 本社／岩槻製作所 : 埼玉県さいたま市岩槻区上新田1048番1号
- 緑山製作部 : 神奈川県横浜市青葉区緑山2100　TBS緑山スタジオ内
- 衣裳部 : 東京都調布市富士見町2丁目13番

## 所属スタッフ

### テレビ

#### TBS／TBSアクト（旧アックス）班
大道具製作
- 三木憲一
- 澤野伸司
- 伊東実
- 堀口敬三
- 古川信二郎
- 秋山雷太
- 尻無浜宏人
- 宮坂義彦
- 大森俊也
- 岡野浩典
- 稲見正樹
- 藤満達郎
- 小原翔
- 中林直毅
- 卜部徹夫
- 武井(佐藤)恵美
- 杉井麻友子
- 田村勝行

#### フジテレビ／フジアール班
大道具製作
- 松尾茂毅
- 中島雅之
- 高橋千鶴
- 木村敬
- 中村達也
- 裏隠居徹
- 前田かな子

大道具操作
- 原田和久
- 菅原英一
- 成井一浩（元野猿）
- 川田一良
- 山本和成
- 塩山勝之
- 久川秀二
- 富樫宣之
- 豊田哲夫
- 飯高博明
- 松本達也
- 吉永恵太
- 樋渡一夫
- 大原隆（元野猿）
- 村上公志
- 平野進一
- 三谷陽介
- 片倉英紀
- 清水雅泰
- 藤井明徳
- 杉本孝宏
- 丹沢裕昭
- 内堀圭一
- 太田達朗
- 新倉広真
- 古川竜次
- 山路京剛
- 吉田隼人
- 辻本淳治
- 鎌田大祐
- 市川賢人

#### テレビ東京／テレビ東京アート班
- 宇多川弘司
- 亀山久雄
- 樋口雄一郎
- 本浦啓
- 藤根太郎
- 土田恵佑（土田晃之の実弟）
- 工藤義昭
- 冨田泰史
- 久島輝正
- 増山達也
- 長島直
- 佐藤隆幸

## 主な作品実績
（凡例）太字:現在放映中の番組、N：NHKアート、AC：アックス（TBSアクト前身の会社）、T：TBSアクト、AL：テレビ東京アート、F：フジアール

### WEBコンテンツ（WEB放送局、動画配信）
太字：現在、配信またはアーカイブ配信中の番組。